# Tricholita semitropicae
Tricholita semitropicae là một loài bướm đêm trong họ Noctuidae.